# فاتح کیران
فاتح کیران (انگلیسی: Fatih Kıran؛ زادهٔ ۲۶ مهٔ ۱۹۹۳) بازیکن فوتبال اهل ترکیه است.
از باشگاه‌هایی که در آن بازی کرده‌است می‌توان به باشگاه فوتبال سیواس‌اسپور و باشگاه ورزشی گوزتپه اشاره کرد.